# Чези, Пьердонато (младший)
Пьердонато Чези младший (итал. Pierdonato Cesi, juniore; 1583, Рим, Папская область — 30 января 1656, там же) — итальянский куриальный кардинал. Генеральный казначей Апостольской Палаты с 1 февраля 1634 по 16 декабря 1641. Губернатор Перуджи и Умбрии с 1 января по 1 июня 1643. Камерленго Священной Коллегии кардиналов с 9 января 1651 по 8 января 1652. Кардинал-священник с 16 декабря 1641, с титулом церкви Сан-Марчелло с 10 февраля 1642 по 30 января 1656.